# Пінгвін африканський

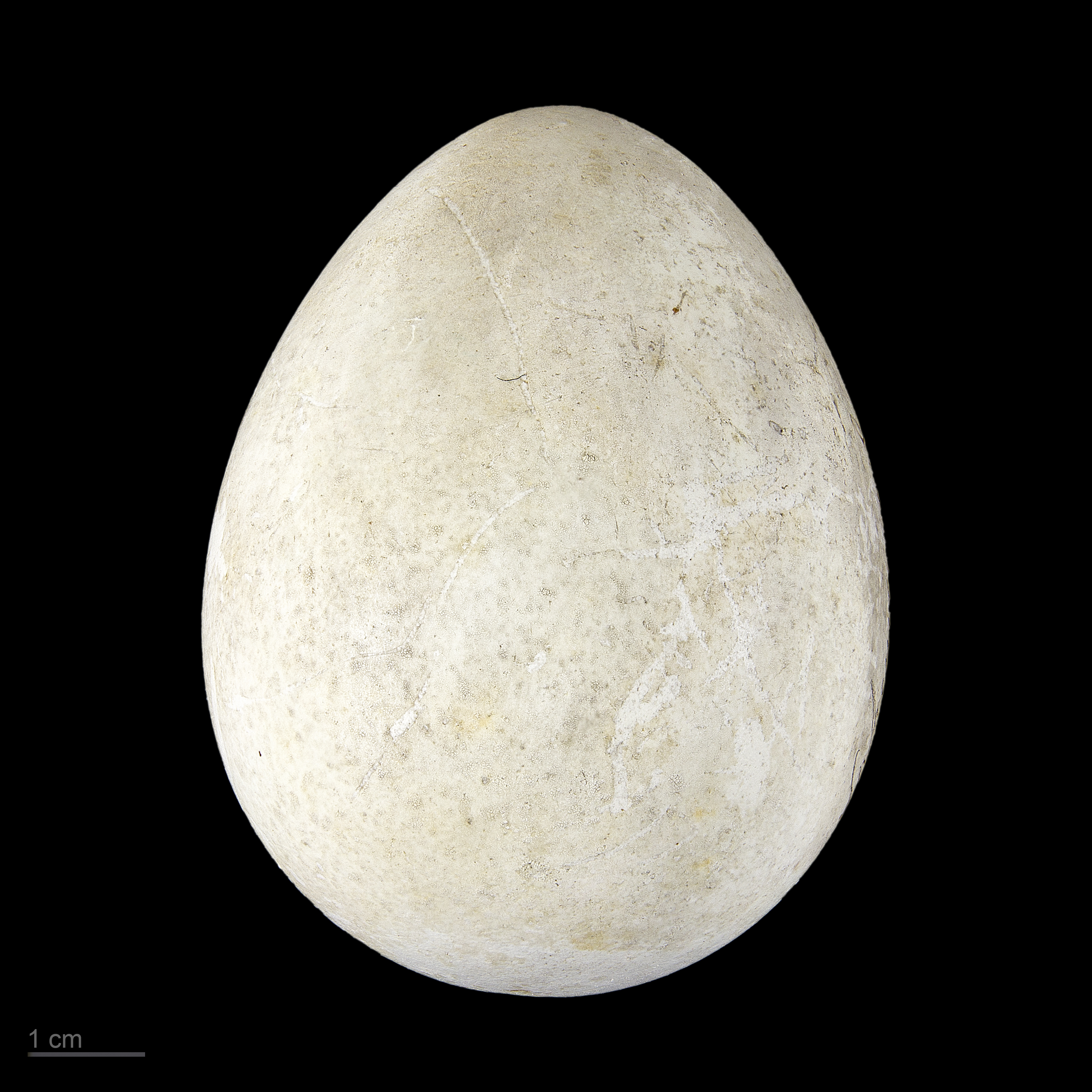
яйце Spheniscus demersus - Тулузький музей

Пінгві́н африка́нський (Spheniscus demersus) — вид птахів з роду пінгвін родини пінгвінових.

## Опис
Загальна довжина становить 68—70 см, вага — 2,1-5 кг. Самці дещо більше самиць. У них також більш високий дзьоб, але відмінності добре видно, коли птахи стоять поруч. Чорний зверху і білий знизу. На грудях у нього проходить вузька чорна підковоподібна смуга, яка спускається з боків тулуба до лап. У деяких птахів це смуга подвійна на кшталт магеланського пінгвіна. Крім того, біла смуга огинає ззаду боки голови і щоки і потім йде вперед до очей і далі в напрямку дзьоба, але до дзьоба не доходить.

## Спосіб життя
Гніздиться колоніально здебільшого на скелястих острівцях, або в норах, які риють самі птахи, або в ямках під прикриттям кущів або скель. Раніше на більшості островів гнізда робилися в ямках, зроблених в шарі гуано. Однак після видалення гуано більшість птахів стали гніздитися або на поверхні ґрунту, або під прикриттям кущів або інших об'єктів.
Живиться переважно пелагічними зграйними видами риб, зокрема анчоусами, сардинами, а також молюсками й ракоподібними. Полюючи, може розвивати швидкість в 20 км/год. У середньому, тривалість занурень становить 2,5 хв., а глибина — 30 м, хоча були зареєстровані занурення до 130 м. Відстань, на яку віддаляється під час годівлі, залежить як від часу, так і від положення колонії. На західному узбережжі за одну годівлю пінгвіни пропливають 30—70 км, тоді як на південному узбережжі — 110 км. У той час, коли батьки годують пташенят, переміщення птахів більш обмежені.
Африканський пінгвін моногамний і та ж пара, як правило, повертається до тієї ж самої колонії та у те гніздо. За підрахунками 80-90 % пар залишаються разом і на наступний сезон розмноження. Відомі випадки, коли партнери залишалися разом понад 10 років.
Тривалість життя до 12 років.

## Розмноження
Гніздування під прикриттям чогось дає тінь, необхідну для захисту пташенят від перегріву. Розмножуватися починають у віці 2—6 років, але зазвичай в 4 роки. Гніздовий період розтягнутий. У більшості колоній птахів на будь-якій стадії гніздового циклу можна зустріти протягом усього року. Існують деякі регіональні відмінності: пік розмноження в Намібії доводитися на листопад—грудень, тоді як у Південній Африці — на березень—травень.
Кладка складається з 2 яєць. Обидва батьки почергове насиджують її протягом 40 днів. Тривалість змін партнерів залежить від кормових умов і становить в середньому 2,5 дня. Самець й самиця піклуються про пташенят, і перші 15 днів, поки у них не встановилася терморегуляція, один з них постійно гріє пташенят. До місячного віку, поки пташенята ще малі, один з батьків охороняє їх від нападу чайок. Після цього батьки можуть йти у море за поживою для пташенят. У цей час пінгвінята формують «ясла», які служать головним чином, щоб захистити їх не хижацтва чайок та атак з боку дорослих птахів. Вони залишають колонію у віці 60—130 днів.
Тривалість гніздового періоду, вага молодих птахів, продуктивність сезону розмноження залежать від доступності та якості їжі. Залишивши колонію, молоді птахи стають самостійними. Вони проводять у морі 12—22 місяці, після чого повертаються до своєї рідної колонії, де й линяють у доросле оперення.
Линяння у дорослих пінгвінів більш синхронізована, ніж сезон розмноження. У Південній Африці більшість пінгвінів линяє у листопаді—січні, тоді як у Намібії — у квітні-травні. Саме линяння триває близько 20 днів. Перед нею пінгвіни протягом близько 5 тижнів накопичують жир у морі та втрачають майже половину своєї ваги, коли линяють. Завершивши линяння, птахи проводять у морі близько 6 тижнів, щоб відновити свою колишню вагу.

## Розповсюдження та чисельність
Єдиний вид пінгвінів, який гніздиться в Африці. Його поширення приблизно збігається з холодною Бенгельською течією, однак більшою мірою воно обумовлено наявністю прибережних островів, придатних для гніздування. На даний момент існує 27 колоній африканського пінгвіна, з яких тільки 3 знаходяться на материковому узбережжі. І ще в 10 місцях птахи вже не гніздяться, хоча гніздилися там раніше.
На тепер чисельність популяції становить близько 55 000 пінгвінів, однак це лише 10 % від того, що було у 1900 році, коли тільки на одному о. Дассен гніздилося близько 1,5 млн птахів. До 1956 року чисельність пінгвінів скоротилася вдвічі, а потім наступне дворазове скорочення чисельності відбулося до кінця 1970-х років, коли було вираховано близько 220 тис. дорослих птахів. До кінця 1980-х років чисельність впала до 194 тис. особин, а на початку 1990-х років вона становила 197 тис. дорослих птахів. До кінця 1990-х років чисельність почала злегка зростати і в 1999 році досягла 224 тис. особин. Причини такого скорочення чисельності добре відомі. Спочатку це було викликано вполюванням птахів й їх яєць в їжу, а так само збором гуано в їх колоніях. На даний момент основна загроза виходить від комерційного рибальства та нафтового забруднення.
Африканські пінгвіни конкурують за їжу та місця розмноження з морськими котиками, чисельність яких в останні десятиліття багато разів зросла. На довершення того морські котики також і полюють на пінгвінів. Здичавілі кішки на деяких колоніях також стають проблемою. Яйця і пташенята поїдаються домініканськими чайками і священними ібісами, на материкових колоніях пінгвінів поїдають мангусти, генети й леопарди.